# 鷲神浜
鷲神浜（わしのかみはま）は、宮城県牡鹿郡女川町にある大字であり、旧牡鹿郡鷲神浜、旧牡鹿郡女川村鷲神浜に相当する。郵便番号は986-2243。

## 概要
以前は町内第二の繁華街もしくは中心街と言われていたが、2011年3月に東北地方太平洋沖地震が発生し、以前のような賑わいは見られなくなった。

## 地理
町の中央部に位置し、北は女川や女川浜と、南は小乗浜と、東は浦宿浜と接する。

### 小字
鷲神浜は以下のような小字を擁する。
- 内山
- 荒立
- 堀切
- 堀切山
- 向山
- 鷲神

#### 消滅した小字
以下は2023年4月時点で消滅した小字である。
- 丸山
- 大名
- 大道
- 向
- 大目
- 川尻
- 洗
- 袋
- 桑原
- 斎ノ神
- 家ノ上
- 堀野山

### 地価
2019年度（令和元年度）時点での鷲神浜字荒立32番44での公示地価は21,900円/m2になり、2018年度（平成30年度）と比較すると0.9%減った
。

## 歴史

### 沿革
- 1889年（明治22年）4月1日 - 鷲神浜が女川浜を中心とする周辺村々と合併し、町村制施行。鷲神浜は女川村鷲神浜となる。
- 1926年（大正15年）4月1日 - 女川村が町制施行し、女川村鷲神浜は女川町鷲神浜となる。

### 地名の由来
鷲岩（わしいわ）という岩が語源の「鷲神」から名付けられている。

## 施設
- 女川いのちの石碑
- 鷲神公園
- 竜王山妙照寺

## 交通

### 鉄道
域内に鉄道駅はないが、最寄駅は女川駅（JR石巻線）や浦宿駅（JR石巻線）が挙げられる。

### 道路
- 国道398号
- 宮城県道41号女川牡鹿線
- 宮城県道220号牡鹿半島公園線

### バス
- ミヤコーバス[9]
  - 女川線
- 女川町民バス[9]
  - 安住・清水便
  - 北浦便
  - 五部浦便
  - 町内循環便

## 学区
公立なのであれば、女川町立女川小学校および女川町立女川中学校に進学する。

## 行政区
鷲神浜は行政区としては上3、上4、西の一部、上5の一部がそれに該当する。

## 東日本大震災

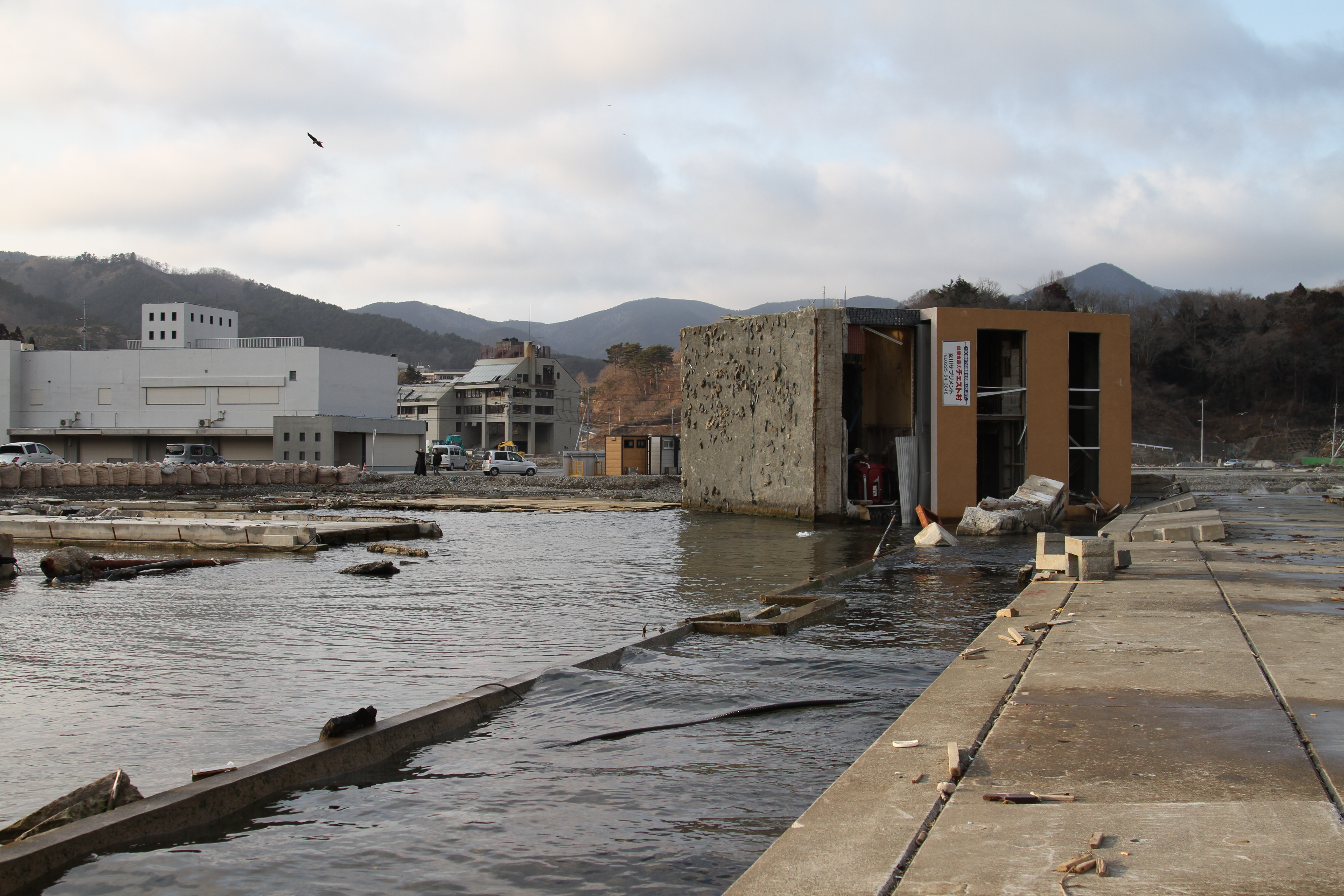
2012年3月11日の鷲神浜。

鷲神浜での東日本大震災の震度は概ね6弱、犠牲者は112名死亡で死亡率は6.39%となっており、全壊が747戸、大規模半壊が36戸、半壊（床上浸水）が22戸、一部損壊（床下浸水）10戸といった被害を被った。
また、行員4名が死亡、8名が行方不明（2018年9月時点）となった七十七銀行女川支店が所在していたことで知られている。なお、地区は震災前と比べて8mのかさ上げ作業が施された。
以下は鷲神浜内での性別および年代別の犠牲者と死亡率である。
| 世代と性別 | 犠牲者 | 死亡率 | 当時の人口 |
| ---------- | ------ | ------ | ---------- |
| 男性       | 46人   | 5.49%  | 838人      |
| 女性       | 66人   | 7.21%  | 915人      |
| 15歳未満   | 3人    | 1.60%  | 188人      |
| 15〜64歳   | 31人   | 3.21%  | 967人      |
| 65歳以上   | 78人   | 13.04% | 598人      |
| 合計       | 112人  | 6.39%  | 1,753人    |